# Esterpyrolyse
Die Esterpyrolyse ist eine Reaktion der Organischen Chemie – genauer eine Eliminierungsreaktion – und stellt einen Weg zur Herstellung von Olefinen aus Carbonsäureestern dar.
Esterpyrolysen finden typischerweise bei 300–500 °C in der Gasphase statt, wobei kein Lösungsmittel benötigt wird.
Eine unter milderen Reaktionsbedingungen ablaufende Alternative zur Esterpyrolyse ist die Tschugajew-Reaktion.

## Mechanismus
Für die Pyrolyse eines Carbonsäureesters 1 muss der Carbonsäureester ein β-Wasserstoffatom enthalten, die Reaktion funktioniert also nicht mit Methylestern. Die Reaktion verläuft nach einem Ei-Mechanismus, bei der beide austretenden Gruppen gleichzeitig das Substratmolekül verlassen und miteinander eine Bindung eingehen. Deswegen handelt es sich um eine syn-Eliminierung, die über einen sechsgliedrigen Übergangszustand 2 verläuft. Es entstehen das Alken 3 und die Carbonsäure 4.